# Mongolicosa pseudoferruginea
Mongolicosa pseudoferruginea là một loài nhện trong họ Lycosidae.
Loài này thuộc chi Mongolicosa. Mongolicosa pseudoferruginea được Ehrenfried Schenkel-Haas miêu tả năm 1936.